# Sür un Siess
Sür un Siess war eine Fernsehsendung des französischen Regionalprogramms France 3 Alsace, die von 1995 bis 2008 jeden Samstag um 17 Uhr auf Elsässisch von Simone Morgenthaler moderiert wurde; der Gastronom Hubert Maetz kochte. Im Mittelpunkt stand die kulinarische Tradition des Elsass. Die Sendung wurde in einem Kochstudio gedreht. In den bisher 471 Sendungen wurden Menschen aus dem ganzen Elsass vorgestellt und Aufnahmen aus ihrem Lebensumfeld gemacht; dadurch flossen auch andere regionale Informationen als nur Kochen und Backen ein.
Sür un Siess war nach den Lokalnachrichten die beliebteste Sendung auf FR3 Alsace. Die Abschaffung der Sendung nach der Sommerpause 2008 führte zu emotionalen Reaktionen der Zuschauer.
Gegen den Beschluss von FR3 Alsace protestierten die Generalräte der Départements Bas-Rhin und Haut-Rhin sowie der Elsässische Regionalrat. Neben der Fortsetzung dieser Sendung forderten sie, dass die Sendungen für das Elsass vermehrt statt reduziert werden. In einer Internet-Petition protestierten über 3.300 Menschen gegen die Abschaffung der Sendung. 